# Восточний (Ленінградський район)
Западний — хутір в Ленінградському районі Краснодарського краю Російсько Федерації, входить до складу Ленінградського сільського поселення.
Населення — 349 осіб.
Поселення розташоване на річці Сосика, притоці  Єї.
| Росія | Це незавершена стаття з географії Росії. Ви можете допомогти проєкту, виправивши або дописавши її. |